# 77560 Furusato
77560 Furusato este un asteroid din centura principală de asteroizi.

## Descriere
77560 Furusato este un asteroid din centura principală de asteroizi. A fost descoperit pe 17 mai 2001 la Saji la Observatorul Saji. Asteroidul prezintă o orbită caracterizată de o semiaxă mare de 2,34 ua, o excentricitate de 0,18 și o înclinație de 3,2° în raport cu ecliptica.